# Luperus armeniacus
Luperus armeniacus is een keversoort uit de familie bladkevers (Chrysomelidae). De wetenschappelijke naam van de soort werd in 1878 gepubliceerd door Ernst August Hellmuth von Kiesenwetter.